# Essence Atkins
Essence Uhura Atkins (7 de febrero de 1972) es una actriz y modelo afroamericana. Es conocida por los papeles de Dee Dee Thorne en la sitcom de UPNHalf & Half y como Yvette Henderson en la sitcom de The WB Smart Guy. También ha aparecido en la serie de televisión Are We There Yet? como Suzanne Kingston-Persons. En 2013 y 2014, Atkins apareció como "Kisha Davis" en las películas Paranormal Movie y Paranormal Movie 2. 

## Carrera
Atkins ha aparecido en una variedad de series de televisión y películas, incluyendo Buen rollito, Deliver Us from Eva, Cosas de casa, Moesha, y La hora de Bill Cosby. Uno de sus papeles televisivos fue en el spin-off de Salvados por la camapana, Saved by the Bell: The College Years. Aparecía en el piloto, cuando Tiffani-Amber Thiessen, una regular del original, optó por volver y el personaje de Atkin fue reescrito. También hizo un papel principal en Smart Guy como la hermana mayor Tasha Yvette Henderson, así como el papel protagonista de Dee Dee Thorne en la serie Half & Half, interpretando a la medio-hermana del personaje de Rachel True. Atkins ha aparecido también en "Paranormal Movie" y en su secuela.
Ha aparecido en el sitcom de la TBS Are We There Yet? antes de su cancelación en 2013, y tiene un papel recurrente en Mr. Box Office, protagonizado por Bill Bellamy.

## Vida personal
En septiembre de 2009, Atkins se casó con Jaime Méndez, a quien conocidó a través del servicio en línea de citas Match.com. Su coestrella en Half and Half  Valarie Pettiford actuó durante la recepción.

## Filmografía

### Película
| Año  | Título                         | Papel              | Notas         |
| ---- | ------------------------------ | ------------------ | ------------- |
| 1999 | Nikita's Blues                 | Nikita             | Corto         |
| 2001 | Nikita Blues                   | Nikita             |               |
| 2001 | XCU: Extreme Close Up          | Tamikah Jones      |               |
| 2001 | How High                       | Jamie              |               |
| 2002 | Looking Through Lillian        | Andrea             |               |
| 2003 | Deliver Us from Eva            | Kareenah Dandridge |               |
| 2007 | Love... & Other 4 Letter Words | Roxanne            |               |
| 2008 | Love for Sale                  | Candace            |               |
| 2009 | Dance Flick                    | Charity            |               |
| 2010 | Preacher's Kid                 | Peaches            |               |
| 2010 | N-Secure                       | Robin Joyner       |               |
| 2011 | The Bachelor Party             | Michelle           | Vídeo         |
| 2012 | Dysfunctional Friends          | Alice              |               |
| 2013 | A Haunted House                | Kisha Davis        |               |
| 2013 | Act Like You Love Me           | Kelly              |               |
| 2013 | Holiday Road Trip              | Clara              |               |
| 2013 | My Sisters Wedding             | Tandy              |               |
| 2013 | Another Stateside              | Elsie Ramírez      | Posproducción |
| 2014 | A Haunted House 2              | Kisha Davis        |               |
| 2015 | Sister Code                    | Corrine Wells      |               |
| 2015 | Battle Scars                   | Elsie Ramirez      |               |
| 2016 | You Can't Hurry Love           | Camille            |               |
| 2016 | Illicit                        | Nadine             |               |
| 2018 | Coins for Christmas            | Madison            |               |
| 2019 | Same Difference                | Tonya / Shauna     |               |
| 2020 | Coins for Love                 | Madison            |               |

### Televisión
| Año       | Título                               | Papel                        | Notas                                                       |  |
| --------- | ------------------------------------ | ---------------------------- | ----------------------------------------------------------- |  |
| 1986-1989 | The Cosby Show                       | Joven Paula                  | Episodios: "Vanessa's Rich", "I'm "In" with the "In" Crowd" |  |
| 1991      | Sunday in Paris                      | Allison Chase                | Corto de televisión                                         |  |
| 1991      | Charlie Hoover                       | Amy                          | Episodio: "Out of the Frying Pan"                           |  |
| 1992      | Family Matters                       | Becky                        | Episodio: "Brown Bombshell"                                 |  |
| 1992      | Here and Now                         | Khalila                      | Episodios: "Love Handles", "A.J.'s Big Leap"                |  |
| 1993      | Saved by the Bell: The College Years | Danielle Marks               | Episodio: "Pilot"                                           |  |
| 1995      | Under One Roof                       | Charlotte "Charlie" Langston | Regular de serie. 6 Episodios                               |  |
| 1995      | The Wayans Bros.                     | Nina                         | Episodio: "Farmer's Daughter"                               |  |
| 1996      | The Parent 'Hood                     | Chantel                      | Episodio: "One Man and a Baby"                              |  |
| 1996      | Malibu Shores                        | Julie Tate                   | Regular de serie. 10 Episodios                              |  |
| 1996      | The John Larroquette Show            | Jocelyn                      | Episodios: "The Blues Traveller", "Cheeses H. Taste"        |  |
| 1997–1999 | Smart Guy                            | Yvette Henderson             | Regular de serie. 51 Episodios                              |  |
| 1998      | Promised Land                        | Rachel                       | Episodio: "Mirror Image"                                    |  |
| 1999      | Moesha                               | Piper Davis                  | Episodios: "Party's Over (Here)", "Unappreciated Interest"  |  |
| 2000      | Sabrina the Teenage Witch            | Marnie                       | Episodios: "Love in Bloom", "Salem's Daughter"              |  |
| 2000      | Love Song                            | Toni                         | Película de televisión                                      |  |
| 2002–2006 | Half & Half                          | Dee Dee Thorne               | Regular de serie. 91 Episodios                              |  |
| 2005      | Love, Inc.                           | Renee                        | Episodio: "Mad About You"                                   |  |
| 2007      | Football Wives                       | Piloto de televisión         |                                                             |  |
| 2007      | The Class                            | Melanie Deacon               | Episodio: "The Class Has to Go to a Stupid Museum"          |  |
| 2007      | House                                | Capt. Greta Cooper           | Episodio: "The Right Stuff"                                 |  |
| 2009      | Nita Tales: The Series               | Shandra                      | Episodio: "Dark Heart"                                      |  |
| 2010–2012 | Are We There Yet?                    | Suzanne Kingston-Persons     | Regular de serie. 68 Episodios                              |  |
| 2011      | Tyler Perry's House of Payne         | Monica                       | 5 Episodios                                                 |  |
| 2012      | From This Day Forward                | Patrice                      | Película de televisión                                      |  |
| 2012-2015 | Mr. Box Office                       | Samantha Owens               | Regular de serie. 36 Episodios                              |  |
| 2014      | Girlfriends' Getaway                 | Lauren                       | Película de televisión                                      |  |
| 2014      | "My Other Mother"                    | Candy                        | Película de televisión                                      |  |
| 2015      | Girlfriends' Getaway 2               | Lauren                       | Película de televisión                                      |  |
| 2017      | The Great Indoors                    | Denise                       | Episodio: "The Heartbreaker"                                |  |
| 2017-2018 | Marlon                               | Ashley Wayne                 | Regular de serie. 20 Episodios                              |  |
| 2019      | Ambitions                            | Amara Hughesken              | Regular de serie. 18 Episodios                              |  |
| 2019      | A Black Lady Sketch Show             | Hannah                       | Episodio: "3rd & Bonaparte Is Always in the Shade"          |  |

## Premios y nominaciones
- Image Awards
  - 2005, Destacable actriz de reparto en una serie de comedia: Half & Half (nominada)